# Ушкаттинський сільський округ
Ушкатти́нський сільський округ (каз. Ұшқатты ауылдық округі, рос. Ушкаттинский сельский округ) — адміністративна одиниця у складі Айтекебійського району Актюбінської області Казахстану. Адміністративний центр та єдиний населений пункт — село Ушкатти.
Населення — 214 осіб (2021; 560 у 2009, 957 у 1999, 1008 у 1989).
Станом на 1989 рік існувала Ушкаттинська сільська рада (село Союзне) Комсомольського району.